# Pepin
Pepin is een plaats (village) in de Amerikaanse staat Wisconsin, en valt bestuurlijk gezien onder Pepin County.

## Demografie
Bij de volkstelling in 2000 werd het aantal inwoners vastgesteld op 878. In 2006 is het aantal inwoners door het United States Census Bureau geschat op 922, een stijging van 44 (5,0%).

## Geografie
Volgens het United States Census Bureau beslaat de plaats een oppervlakte van 1,8 km², geheel bestaande uit land. Pepin ligt op ongeveer 219 m boven zeeniveau.

## Plaatsen in de nabije omgeving
De onderstaande figuur toont nabijgelegen plaatsen in een straal van 20 km rond Pepin.

## Geboren
- Laura Ingalls Wilder  (1867-1957), schrijfster